# Endre Ady
Endre Ady de Diósad (Érmindszent, 22 de noviembre de 1877-Budapest, 27 de enero de 1919) fue un poeta simbolista húngaro, introductor de las corrientes de vanguardia en su país. Es para muchos críticos el creador de la moderna literatura húngara, a partir de la atención que suscitó su obra Új versek (Nuevos Poemas, 1905), tanto para la reacción de los escritores consagrados como para alimentar a los poetas jóvenes que lo acompañarían en el mayor renacimiento literario de su país. 

## Biografía
Ady nació en Érmindszent, Condado de Szilagy (parte de Austria-Hungría por entonces, hoy Adyfalva (húngaro) o Endre Ady (rumano), pueblo de Satu Mare, Rumania. Pertenecía a una noble familia calvinista venida a menos. Fue el segundo de tres hijos. Su hermana Ilona murió con pocos años.
Entre 1892-1896, Ady estudió en el colegio calvinista de Zalău. El 22 de marzo de 1896, publicó su primer poema en el periódico de Zalău, Szilagy. Más tarde estudió derecho en Colegio Protestante de Debrecen. Después de terminar sus estudios, se hizo periodista. En 1899 publica sus primeros poemas en un volumen llamado Versek (poemas). Cansado del ambiente de Debrecen poco poético, marchó a Nagyvárad (hoy Oradea, Rumania), ciudad de mejor ambiente cultural. En los artículos escritos en 1902 para el periódico local Nagyváradi Napló, Ady prestó mucha atención al tipo de sociedad de su tiempo. Un ejemplo es el retrato satírico que hace del maestro Fadrusz en su obra  Wesselényi y un pobre campesino.
Trabajando como periodista y compartiendo el tiempo con gente de ideas afines amplió sus horizontes. Publicó una nueva colección de poemas en 1903, sin apenas trascendencia. El punto de inflexión se produjo en agosto de 1903, cuando conoció a Adél Brüll (Señora de Diosi) (1872-1934), una rica mujer casada que vivía en París, pero visitaba su casa de Nagyvárad. Léda (como él la llamaba en sus poemas) se convirtió en su musa; su amor por ella y su visita a París, a donde él la siguió, le ayudó a desarrollar su talento. Visitó París siete veces entre 1904 y 1911. Cuando regresó después de su primera visita (que duró un año), se trasladó a Budapest y comenzó a trabajar para el periódico Budapesti Napló (Diario de Budapest), donde publicó más de 500 artículos y muchos poemas.
Muy interesado por la política, Ady se hizo miembro del grupo radical Huszadik Század (siglo XX). En 1906 publica su tercer libro de poesías, Új versek (nuevos poemas), que es un referente en literatura y marca el nacimiento de la moderna poesía húngara. Su exitosa cuarta colección, Vér és arany (sangre y oro), recibió la aclamación general de la crítica.
En 1906 Ady decide dejar Hungría para ir a París nuevamente, tal que en 1907 dejó también su empleo en el Budapesti Napló. En 1908, sale un poema y un ensayo suyos en el primer número del periódico Nyugat ("Occidente"), en el que trabajó el resto de su vida. Ya desde 1912 es editor del periódico. En 1908 es uno de los fundadores del círculo literario Holnap (mañana) en la ciudad de Nagyvárad. El círculo publicó una antología de poemas de Ady y otros como Mihály Babits, Gyula Juhász y Béla Balázs. La antología no fue bien entendida y recibió críticas por sus poemas eróticos y, en el caso de Ady, por su falta de sentimiento patriótico en un poema que mostraba el contraste entre su mundo de rica vida cultural y la cruel realidad del mundo campesino húngaro.
Ady no agradaba que se le vinculara con otros poetas, que él consideraba seguían su estela, y se mofa de ellos en la historieta "El asunto duk-duk". Además de editor del Nyugat, también escribió artículos políticos para otras revistas en los que critica la situación política de la época. No simpatizaba con el nacionalismo de las partidos mayores pero tampoco aprobaba el anti-nacionalismo de los socialdemócratas. Conocía lo atrasado que estaba su país respecto a los grandes países occidentales desarrollados, pero también se percataba de las deficiencias de esos países. 
Desde 1909 necesitar tratamiento en sanatorios por su mala salud, socavada por la sífilis. La situación política se hizo crítica: los trabajadores protestaban contra el gobierno y Ady presentía que la revolución estaba cerca. Su vida personal también entró en crisis; su relación con Léda ya era una carga porque ella quedó en segundo plano cuando a Ady le llegó la fama como poeta. Él la dejó en abril de 1912. En 1914 conoció a la veinteañera Berta Boncza, con quien había mantenido correspondencia desde 1911. En 1915 se casaron sin el permiso del padre de Berta. En los poemas de Ady ella aparece como Csinszka.
El asesinato del archiduque Francisco Fernando en Sarajevo (28 de junio de 1914), provocó el entusiasmo popular por la inevitable guerra. Ady, sin embargo, quedó solo, con sus miedos, muy preocupado por el futuro. Publicó un último libro de poesía en 1918. Su enfermedad ya era terminal cuando, terminada la guerra, escribió su último poema, "Üdvözlet un győzőnek" (Felicitaciones a los vencedores). La sífilis le había debilitado la aorta por lo que podría morir en cualquier momento de una hemorragia masiva. Fue elegido presidente de la Academia Vörösmarty, una organización de escritores modernos, pero no pudo dar su discurso de apertura; murió en Budapest el 27 de enero de 1919.

## Obras

### Traducidas al español
- Antología, Manrique Publ. (1987)
- Versos nuevos / Los últimos barcos, La Poesía, señor hidalgo (2009)

### En húngaro
- Poemas (1899)
- Una vez más (1903)
- Nuevos Poemas (1906)
- Sangre y oro (1907)
- En el carro de Elías (1908)
- Quisiera que me quisieran (1909)
- Las Poemas de Todos-Secretos (1910)
- La vida que huye (1912)
- Margarita quiere vivir (1912)
- El amor Nuestro (1913)
- ¿Quién me ha visto? (1914)
- A la cabeza de los muertos (1918)
- Los últimos barcos (1918)